# Scaramouche (film, 1972)
Pour les articles homonymes, voir Scaramouche.
Pour plus de détails, voir Fiche technique et Distribution.
Scaramouche est un film de cape et d'épée italien sorti en 1972, réalisé par Piero Pierotti.

## Fiche technique
- Titre français : Scaramouche[1]
- Titre original italien : La grande avventura di Scaramouche
- Genres : film de cape et d'épée, film d'aventure, film historique
- Réalisation : Piero Pierotti
- Scénario : Piero Pierotti
- Musique : Carlo Savina
- Production : Armando Bertuccioli, Antonio Palumbi, pour Garigliano Film et Work 16 Societa Cooperativa
- Pays :  Italie
- Durée : 89 min
- Année de sortie : 1972
- Date de sortie en salle en France : 28 juillet 1976[1]

## Distribution
Sauf indication contraire, les informations mentionnées dans cette section peuvent être confirmées par la base de données cinématographiques IMDb,  présente dans la section « Liens externes ».
- Christian Hay : Scaramouche
- Grit Freyberg : Marietta
- Erna Schürer : comtesse Rossana
- Milly Vitale : la reine de France
- Vito Pandolfi
- Franco Mazzieri
- Amedeo Trilli
- Franco Fantasia : D'Arcy
- Virgilio Ponti
- Ivana Novak : Angela
- Adler Gray
- Renato Navarrini
- Gaetano Scala